# Spartacus (ballet)
Spartacus (Russisch: Спартак, Spartak) is een neoklassiek ballet op een basischoreografie van Leonid Jakobson. 
Het verbeeldde losjes de geschiedenis van de slavenleider Spartacus, de leider van een slavenopstand in het Oude Rome. Hij werd echter zelf verraden uit eigen kring en ging ten onder. Het libretto, door Nikolai Volkov, wijkt echter af van de historische gebeurtenissen.
Het Kirovballet bracht het stuk in première op 27 december 1956. De oorspronkelijke choreografie is van Leonid Jakobson en telt vier bedrijven. Igor Moisejev herontwierp Spartacus voor het Bolsjojballet in 1958. Tien jaar later, in 1968, maakte Joeri Grigorovitsj een versie in drie bedrijven. Grigorovitsj' uitvoering vierde het vijftigjarig jubileum van de Oktoberrevolutie. Dit was de meest succesvolle choreografie. Nog steeds zit deze Spartacus in het repertoire van gezelschappen uit de voormalige Sovjet-Unie. Het Beiers Staatsballet (2016) en Ballet Vlaanderen (2017) dansten het als eerste Westerse gezelschappen. 
Het ballet werd ondersteund door muziek van Aram Chatsjatoerjan. Van de muziek werden op zijn minst drie suites samengesteld. Het bekendste deel daaruit is het adagio. Dit wordt ook gebruikt als openingsmuziek in de Britse tv-serie The Onedin Line uit de jaren 70.  